# Wróblewo (Mława)
Pour les articles homonymes, voir Wróblewo.
Wróblewo (prononciation : [vruˈblɛvɔ]) est un village polonais de la gmina de Radzanów dans le powiat de Mława de la voïvodie de Mazovie dans le centre-est de la Pologne.
Il se situe à environ 8 kilomètres au nord-est de Radzanów (siège de la gmina), 20 kilomètres au sud-ouest de Mława (siège du powiat) et à 103 kilomètres au nord-ouest de Varsovie (capitale de la Pologne).
Le village compte approximativement une population de 90 habitants.

## Histoire
De 1975 à 1998, le village appartenait administrativement à la voïvodie de Ciechanów.